# بيتار ستويانوف
بيتار ستويانوف (بالبلغارية: Петър Стоянов)‏ (و. 1952 – م) هو سياسي، ومحام من بلغاريا ولد في بلوفديف.

## التعليم
تعلم في جامعة صوفيا.

## روابط خارجية
- بيتار ستويانوف على موقع الموسوعة البريطانية (الإنجليزية)
- بيتار ستويانوف على موقع مونزينجر (الألمانية)